# Trù Sơn
Trù Sơn là một xã thuộc huyện Đô Lương, tỉnh Nghệ An, Việt Nam.
Xã Trù Sơn có diện tích 20,18 km², dân số năm 1999 là 9359 người, mật độ dân số đạt 464 người/km².

## Văn Hóa
Đền Hội Thiện tại xã Trù Sơn- Đô Lương được xây dựng vào thời nhà Nguyễn gồm 3 tòa Thượng- Trung- Hạ điện, hai nhà tả-hữu. Đền là công trình kiến trúc tôn giáo tín ngưỡng, là nơi tôn thờ- tưởng niệm các vị thần có công với dân, với nước. Hiện đền còn lưu giữ 50 Sắc Phong cùng với kiệu, long ngai, bài vị và nhiều hiện vật văn hóa quý hiếm.

## Hành Chính
Trù Sơn- Đô Lương gồm 17 xóm. Năm 2018 sát nhập xóm 10 và xóm 7 thành xóm 7; xóm 17 chuyển thành xóm 10. Năm 2021 tiếp tục sát sát nhập theo NQ18 Theo đó xã Trù Sơn có 16 xóm, được sáp nhập thành 9 xóm. 
Cụ thể xóm 1 sáp nhập với xóm 2 thành xóm 1. Xóm 3 sáp nhập với xóm 4 thành xóm 2.
Xóm 5 chuyển thành xóm 3; Xóm 6 sáp nhập với xóm 7 thành xóm 4; Xóm 8 sáp nhập với xóm 9 thành xóm 5. Xóm 10 sáp nhập với xóm 11 thành xóm 6; Xóm 12 sáp nhập với xóm 13 và xóm 14 thành xóm 7; Xóm 15 chuyển thành xóm 8 và xóm 16 chuyển thành xóm 9.